# Altzo
Altzo is een gemeente in de Spaanse provincie Gipuzkoa in de regio Baskenland met een oppervlakte van 10 km². Altzo telt 413 inwoners (1 januari 2016).